# Стара Назаровка
Стара Назаровка (рос. Старая Назаровка) — присілок в Сеченовському районі Нижньогородської області Російської Федерації.
Населення становить 9 осіб. Входить до складу муніципального утворення Верхнєтализинська сільрада.

## Історія
Від 2009 року входить до складу муніципального утворення Верхнєтализинська сільрада.

## Населення
| 2002 | 2010 |
| ---- | ---- |
| 22   | ↘9   |